# Истпарт
Истпарт — Комиссия по истории Октябрьской революции и РКП(б), научно-исследовательское учреждение, которое занималось сбором, хранением, научной обработкой и изданием материалов по истории Коммунистической партии и Октябрьской революции. Как самостоятельное учреждение Комиссия действовала в 1920—1928 годах, а её региональные отделения — до 1939 года.

## История
Первоначально в августе 1920 года была создана Комиссия по истории партии при Госиздате РСФСР. 21 сентября 1920 года СНК принял постановление «Об учреждении комиссии для собирания и изучения материалов по истории Октябрьской революции и истории РКП». По предложению М. С. Ольминского комиссия получила сокращенное название Истпарт. После принятия постановления Истпарт находился при Наркомпросе, 1 декабря 1921 он перешёл в ЦК РКП(б) на правах отдела.
Возглавляла Истпарт коллегия (с 1924 года — совет). Повседневное руководство его работой осуществлял Президиум: председатель (М. С. Ольминский), его заместитель (М. Н. Покровский) и секретарь (В. В. Адоратский). Истпарт состоял из 2 подкомиссий: по истории Октябрьской революции (руководитель М. Н. Покровский) и по истории партии (руководитель В. И. Невский). Сначала в Истпарт входило 9 человек, назначаемых СНК, впоследствии состав его был увеличен. Решение ЦК РКП(б) от 3 декабря 1921 года определило штаты центрального Истпарта (60 человек) и каждого местного бюро (2 человека).
До 1924 года существовали также подотделы  архива и выставки, последняя вошла в образованный Музей революции. Для изучения истории польского революционного движения при Истпарте была создана Польская комиссия.
Истпарту предоставлялось право организовать местные бюро на территории РСФСР и всех союзных республик. В крупнейших городах, в союзных республиках и областях в 1920-е гг. существовали местные бюро Истпарта. В «Положении об истпартотделах при губкомах РКП(б)», утверждённом ЦК РКП(б) (циркуляр ЦК РКП(б) № 27 от 10 августа 1923 года), указывалось, что их задачей является «собирание и изучение материалов по истории Октябрьской революции на территории данной губернии и истории данной губернской парторганизации». Истапрт издавал свыше 30 журналов и различных сборников. С 1921 Истпарт издавал журнал «Пролетарская революция» и «Бюллетень Истпарта», с 1922 года Петроградское бюро Истпарта — журнал «Красная летопись», Истпарт ЦК КП(б) Украины — «Летопись революции» (Харьков), Казанское бюро Истпарта — «Пути революции».
Архив Истпарта был создан в апреле 1924 года и к концу 1920-х гг. составлял более 60 000 документов, включая журналы и брошюры, прокламации и декреты, газеты. В его состав были включены фонды из библиотеки и архива РСДРП и Библиотеки Г. А. Куклина в Женеве.
Постановлениями ЦК ВКП(б) от 10 мая и 20 августа 1928 года Истпарт был объединен с Институтом Ленина. Сеть местных Истпартов была сокращена со 100 до 26, крупнейшие из них к 1931 году были преобразованы в научно-исследовательские институты истории партии. Истпарт продолжал функционировать в качестве научного отдела Института Ленина (1928—1931 гг.), в 1931—1939 гг. — отдел Института Маркса — Энгельса — Ленина, осуществлявший научно-методическую работу, направлявший и контролировавший деятельность местных филиалов и институтов. Журнал «Пролетарская революция» издавался до 1941 года как орган ИМЭЛ при ЦК ВКП(б)).
Петроградское бюро было создано в октябре 1920 г. при Петроградском губкоме партии, преобразовано в 1923 г. в истпартотдел. На основе Ленинградского истпарта в декабре 1929 года был образован Ленинградский партийный архив, а в октябре 1930 года Ленинградский истпарт был реорганизован в Ленинградский институт истории ВКП(б) (с 1946 года — Институт истории партии), существовал до 1990 года.
В июне 1921 г. такое же бюро было создано в Минске. Первая книга Главархива БССР, посвящённая революции 1905-1907 гг., вышла в 1927 г. В июле 1921 года по решению бюро МК РКП(б) было создано Московское бюро Комиссии для собирания и изучения материалов по истории Октябрьской революции и истории РКП(б) (Истпарт). До октября 1934 года — истпартотдел при Московском комитете ВКП(б). В октябре 1934 года Московский истпарт реорганизован в Институт истории партии МК И МГК ВКП(б), существовал до 1990 года.
ЦК ВКП(б) 2 декабря 1939 года принял постановление «О местных партархивах и институтах Истпарта», передававшее партархивы из ведения Института Маркса — Энгельса — Ленина (ИМЭЛ) в непосредственное подчинение соответствующих обкомов, крайкомов и ЦК Компартий союзных республик. Региональные Истпартотделы были упразднены, а их функции и документация были переданы партийным архивам.
С 1924 года Истпарт принимал активное участие в борьбе руководства ЦК против внутрипартийных оппозиций. Так, его руководитель Ольминский опубликовал письмо Троцкого, написанное  в годы Первой мировой войны, которое было использовано в целях дискредитации оппозиции.